# Musca limatus
Musca limatus är en tvåvingeart som först beskrevs av Harris 1780.  Musca limatus ingår i släktet Musca och familjen borrflugor. Inga underarter finns listade i Catalogue of Life.